# جيانلوكا فيراري
جيانلوكا فيراري (بالإسبانية: Gianluca Ferrari)‏ هو لاعب كرة قدم أرجنتيني، ولد في 30 يونيو 1997 في روساريو في الأرجنتين. لعب مع نادي سان لورينزو.

## وصلات خارجية
- جيانلوكا فيراري على موقع قاعدة بيانات كرة القدم.إي يو (الإنجليزية)
- جيانلوكا فيراري على موقع Soccerway.com (الإنجليزية)